# Wyeville
Wyeville è un villaggio degli Stati Uniti d'America, situato in Wisconsin, nella contea di Monroe.